# Bibcode
El Bibcode és un identificador usat per nombrosos sistemes de dades astronòmiques per especificar les referències bibliogràfiques. El Bibcode va ser desenvolupat per ser utilitzat en el SIMBAD i la Base de Dades d'Objectes de fora de la Galàxia de la NASA/IPAC (NED), però ara és utilitzat més àmpliament, per exemple, en el Sistema de Dades d'Astrofísica de la NASA. El codi té una longitud fixa de 19 caràcters i té la forma:
on YYYY és l'any amb quatre dígits i JJJJ és un codi que indica on ha estat publicada la referència. En el cas de la referència d'un periòdic, VVVV és el nombre del volum, M indica la secció del periòdic on la referència va ser publicada (e. g., L per una secció de cartes), PPPP dona el nombre de la pàgina de començament, i A és la primera lletra del llinatge del primer autor. S'usen punts (.) per omplir camps no utilitzats i per completar camps si la seva longitud especificada és massa curta; aquest afegit es fa a la dreta pel codi de publicació i a l'esquerra pel nombre del volum i nombre de plana. A continuació hi ha alguns exemples:
| Bibcode             |  | Referència |
| 1974AJ.....79..819H |  | Heintz, W. D., Astrometric study of four visual binaries, The Astronomical Journal 79 (1974), pp. 819–825.                                                                            |
| 1924MNRAS..84..308E |  | Eddington, A. S., On the relation between the masses and luminosities of the stars, Monthly Notices of the Royal Astronomical Society 84 (1924), pp. 308–332.                         |
| 1970ApJ...161L..77K |  | Kemp, James C., Swedlund, John B., Landstreet, J. D., and Angel, J. R. P., Discovery of Circularly Polarized Light from a White Dwarf, Astrophysical Journal 161 (1970), pp. L77–L79. |

## Vegeu
- DOI